# Антсласький район
А́нтсласький райо́н (ест. Antsla rajoon, рос. Антслаский район) — адміністративно-територіальна одиниця Естонської РСР з 26 вересня 1950 до 24 січня 1959 року.

## Географічні дані
Площа району станом на 1955 рік — 862,4 км2.
Адміністративний центр — місто Антсла.

## Історія
26 вересня 1950 року в процесі скасування в Естонській РСР повітового та волосного адміністративного поділу утворений Антсласький сільський район, який безпосередньо підпорядковувався республіканським органам. До складу новоутвореного району ввійшли місто Антсла як адміністративний центр та 14 сільських рад: Рейдлеська, Тогврі-Кайкаська, Вана-Антсласька, Кирґепалуська, Тсооруська, Куренурмеська, Ваабінаська, Миністеська, Сяруська, Урвастеська, Крабіська, Варстуська, Вастсе-Роозаська, Кулдреська.
Після прийняття 3 травня 1952 року рішення про поділ Естонської РСР на три області Антсласький район включений до складу Тартуської області. Проте вже 28 квітня 1953 року області в Естонській РСР були скасовані і в республіці знов повернулися до республіканського підпорядкування районів.
20 березня 1954 року відбулася зміна кордонів між районами Естонської РСР, зокрема Антсласький район отримав від Валґаського району 905,06 га земель, які були приєднані до Тогврі-Кайкаської сільради.
17 червня 1954 року розпочато в Естонській РСР укрупнення сільських рад, після чого в Антслаському районі замість 14 залишилися 7 сільрад: Антсласька, Гаабсаареська, Куренурмеська, Миністеська, Тсооруська, Урвастеська й Варстуська.
24 січня 1959 року Антсласький район скасований, його територія поділена між Валґаським районом (Гаабсаареська й Миністеська сільські ради) та Вируським районом (місто Антсла та Антсласька, Куренурмеська, Тсооруська, Урвастеська й Варстуська сільські ради).

## Адміністративні одиниці
Місто Антсла мало районне підпорядкування.
| Сільрада         | 1950 | 1954 | 1954 | 1959 |
| ---------------- | ---- | ---- | ---- | ---- |
| Антсласька       |      |      |      |      |
|                  |      |      |      |      |
|                  |      |      |      |      |
| Ваабінаська      |      |      |      |      |
|                  |      |      |      |      |
|                  |      |      |      |      |
| Вана-Антсласька  |      |      |      |      |
|                  |      |      |      |      |
|                  |      |      |      |      |
| Варстуська       |      |      |      |      |
|                  |      |      |      |      |
|                  |      |      |      |      |
| Вастсе-Роозаська |      |      |      |      |
|                  |      |      |      |      |
|                  |      |      |      |      |
| Гаабсаареська    |      |      |      |      |
|                  |      |      |      |      |
|                  |      |      |      |      |
| Кирґепалуська    |      |      |      |      |
|                  |      |      |      |      |
|                  |      |      |      |      |
| Крабіська        |      |      |      |      |
|                  |      |      |      |      |
|                  |      |      |      |      |

| Сільрада         | 1950 | 1954 | 1954 | 1959 |
| ---------------- | ---- | ---- | ---- | ---- |
| Кулдреська       |      |      |      |      |
|                  |      |      |      |      |
|                  |      |      |      |      |
| Куренурмеська    |      |      |      |      |
|                  |      |      |      |      |
|                  |      |      |      |      |
| Миністеська      |      |      |      |      |
|                  |      |      |      |      |
|                  |      |      |      |      |
| Рейдлеська       |      |      |      |      |
|                  |      |      |      |      |
|                  |      |      |      |      |
| Сяруська         |      |      |      |      |
|                  |      |      |      |      |
|                  |      |      |      |      |
| Тогврі-Кайкаська |      |      |      |      |
|                  |      |      |      |      |
|                  |      |      |      |      |
| Тсооруська       |      |      |      |      |
|                  |      |      |      |      |
|                  |      |      |      |      |
| Урвастеська      |      |      |      |      |
|                  |      |      |      |      |
|                  |      |      |      |      |

## Друкований орган
24 лютого 1951 року тричі на тиждень почала виходити газета «Kolhoosi Elu» («Колхоозі Елу», «Колгоспне життя»), друкований орган Антсласького районного комітету комуністичної партії Естонії та Антсласької районної ради депутатів трудящих. Останній номер газети вийшов 31 січня 1959 року.